# Passed the Door of Darkness
Pour plus de détails, voir Fiche technique et Distribution.
Passed the Door of Darkness est un film d'horreur américain, écrit par Mark Colson et Peter Mervis et réalisé par Peter Mervis, sorti en 2008. Il met en vedettes Mark Colson, Kathryn Avery Hansen et Matthew Prater.

## Synopsis
Pour sa première semaine de travail à la brigade criminelle, le détective débutant Chris Malloy est confronté à une scène de crime particulièrement choquante : deux jeunes enfants morts flottent sur le ventre dans la baignoire familiale. Leur mère a été abattue d’une balle dans la nuque, et gît à côté de la baignoire dans une mare de sang. Le mari, affalé au sol contre un mur couvert de sang, s’est tiré une balle dans la tête. Mais son partenaire, le détective grisonnant Murphy MacCasey, est blasé car il a vu bien d'autres tragédies du même acabit.

## Distribution
- Mark Colson : Murphy MacCasey
- Kathryn Avery Hansen : Laura McCasey
- Matthew Prater : Chris Malloy
- James M. Connor : Stephens
- Brice Harris : Officier Shovinski
- Andrew Kelsey : Oliver Haley Lewis
- Greg Aronowitz : Jeremy
- Marco Belts : Bob Hannah
- Mark Beltzman : Bob Hannah
- Jenny Bursch : Femme au bar
- Myra T. Chen : Patronne du bar
- Adele Colson : Lara MacCasey jeune
- Janet Colson : Mrs. MacCasey
- Christopher DeMaci : Policier
- Judy Dixon : Serveuse
- Lawrence Robert Duff : Mr. Brewer
- Scott Frazelle : Mr. Malloy
- Steven Gorel : Coroner
- Will Green : spécialiste des empreintes du CSI
- Jason Guess : Photographe du CSI
- Sherman Kew : Le fils de Bob Hannah
- Tammy Klein : Mrs. Brewer
- David G. Larmore : Stan, de la sécurité
- Paul Lauden : Reporter
- Anna Lerbom : Mère morte
- James Lovejoy : Détective
- Greg Markles : Patrouilleur Crow
- Dave Romano : Père décédé
- Kinner Shah : Détective du CSI
- Don Tran : Videur
- William Waters : Sans-abri
- Matthew Wilson : Policier
- Nick Youssef : Policier[2]

## Réception critique
Passed the Door of Darkness a obtenu un score d’audience de 29% sur Rotten Tomatoes.